# Сельское поселение Янтарное
Се́льское поселе́ние Янта́рное — муниципальное образование в Прохладненском районе Кабардино-Балкарской Республики.
Административный центр — село Янтарное.

## География
Сельское поселение расположено в центральной части Прохладненского района. В состав сельского поселения входят 2 населённых пунктов.
Площадь территории муниципального образования составляет — 45,81 км2. Из них 87 % (39,76 км2) приходятся на сельскохозяйственные угодья.
Граничит с землями сельских поселений: Прималкинское на юго-востоке, Алтуд на юге, Черниговское на западе, Солдатская на северо-западе, Заречное и Красносельское на севере, Пролетарское на востоке. Само муниципальное образование разделено на две части, между которыми располагается сельское поселение Учебное.
Муниципальное образование расположено на наклонной Кабардинской равнины, в равнинной зоне республики. Средние высоты на территории сельского поселения составляют около 245 метров над уровнем моря. Рельеф местности представляет собой в основном волнистые равнины, с общим уклоном с юго-запада на северо-восток, без резких колебаний относительных высот. Долина реки Малка, слегка приподнята бугристыми лесистыми возвышенностями.
Гидрографическая сеть представлены реками Малка, Шакой и Неволька, а также магистральными каналами — имени Ленина, Большой Прохладненский и Бригадный. Кроме того имеются 4 озера (водонакопители с общей площадью в 82,5 га). В селе Янтарное имеются термальные источники.
Климат влажный умеренный. Среднегодовая температура воздуха положительная и составляет около +11,0°С. Средняя температура воздуха в июле достигает +24,0°С. Средняя температура января составляет около -2,0°С. Среднегодовое количество осадков составляет около 700 мм. Абсолютная среднегодовая влажность воздуха составляет около 10,0 мм.

## История
Янтарненская сельская администрация была образована на основании постановления №1 от 26.03.1992 года, главой администрации Прохладненского района, после реорганизации и преобразования Янтарненского сельского Совета.
Янтерненская сельская администрация преобразована в муниципальное образование, со статусом сельского поселения Законом Кабардино-Балкарской Республики от 27.02.2005 №13-РЗ «О статусе и границах муниципальных образований в Кабардино-Балкарской Республике».
Сельское поселение разбито на две части: западную — с селением Янтарное и восточную — с селением Комсомольское.

## Население
| 2002  | 2010  | 2012  | 2013  | 2014  | 2015  | 2016  |
| ----- | ----- | ----- | ----- | ----- | ----- | ----- |
| 1586  | ↘1560 | ↘1541 | ↘1510 | ↗1511 | ↘1493 | ↘1480 |
| 2017  | 2018  | 2019  | 2020  | 2021  | 2023  | 2024  |
| ↘1461 | ↘1452 | ↗1457 | ↘1452 | ↗1660 | ↘1651 | ↗1681 |
| 2025  |       |       |       |       |       |       |
| ↘1665 |       |       |       |       |       |       |

Процент от населения района — 3.3 %.
Плотность — 36.35 чел./км2.
Национальный состав
По данным Всероссийской переписи населения 2021 года:
| Народ                | Численность, чел. | Доля от всего населения, % | Доля от указавших нац-ть, % |
| -------------------- | ----------------- | -------------------------- | --------------------------- |
| русские              | 1314              | 79,16 %                    | 79,20 %                     |
| цыгане               | 114               | 6,86 %                     | 6,87 %                      |
| кабардинцы (черкесы) | 108               | 6,51 %                     | 6,51 %                      |
| * кабардинцы         | 107               | 6,45 %                     | 6,45 %                      |
| * черкесы            | 1                 | 0,06 %                     | 0,06 %                      |
| балкарцы             | 45                | 2,71 %                     | 2,71 %                      |
| немцы                | 32                | 1,93 %                     | 1,93 %                      |
| другие               | 46                | 2,77 %                     | 2,77 %                      |
| нет / не указано     | 1                 | 0,06 %                     | -                           |
| всего                | 1660              | 100 %                      | 100 %                       |

## Состав поселения
| № | Населённый пункт | Тип населённого пункта       | Население | Доля от населения (%) |
| - | ---------------- | ---------------------------- | --------- | --------------------- |
| 1 | Комсомольское    | село                         | ↘526      | 31,69 %               |
| 2 | Янтарное         | село, административный центр | ↗1134     | 68,31 %               |

## Местное самоуправление
Администрация сельского поселения Янтарное — село Янтарное, ул. Ленина, 21.
Структуру органов местного самоуправления сельского поселения составляют:
- Исполнительно-распорядительный орган — Местная администрация сельского поселения Янтарное. Состоит из 5 человек.
  - Глава администрации сельского поселения — Голубничий Александр Васильевич (с 12 декабря 2024 года).
- Представительный орган — Совет местного самоуправления сельского поселения Янтарное. Состоит из 9 депутатов, избираемых на 5 лет.
  - Председатель Совета местного самоуправления сельского поселения — Голубничий Александр Васильевич.

## Экономика
Основу экономики муниципального образования составляет сельское хозяйство. В растениеводстве наибольшее развитие получили возделывания зерновых и бахчевых культур. Производятся добыча песков.
На территории сельского поселения действуют 4 предприятия районного значения:
- ОАО ИПА «Отбор»
- ООО «Труженик»
- ООО «Аргина»
- ОАО СХП «Прималкинское»

## Примечание
1. 1 2  Численность постоянного населения Российской Федерации по муниципальным образованиям на 1 января 2025 года — М.: Росстат, 2025.
2. ↑  Численность населения Кабардино-Балкарской Республики по сельским населённым пунктам по итогам ВПН-2002
3. ↑  Численность населения КБР в разрезе населённых пунктов по итогам Всероссийской переписи населения 2010 года
4. ↑  Численность населения Российской Федерации по муниципальным образованиям. Таблица 35. Оценка численности постоянного населения на 1 январ
5. ↑  Численность населения Российской Федерации по муниципальным образованиям на 1 января 2013 года. Таблица 33. Численность населения городских округов, муниципальных районов, городских и сельских поселений, городских населённых пунктов, сельских населённых пунктов — Росстат, 2013. — 528 с.
6. ↑  Таблица 33. Численность населения Российской Федерации по муниципальным образованиям на 1 января 2014 года
7. ↑  Численность населения Российской Федерации по муниципальным образованиям на 1 января 2015 года
8. ↑  Численность населения Российской Федерации по муниципальным образованиям на 1 января 2016 года — 2018.
9. ↑  Численность населения Российской Федерации по муниципальным образованиям на 1 января 2017 года — М.: Росстат, 2017.
10. ↑  Численность населения Российской Федерации по муниципальным образованиям на 1 января 2018 года — М.: Росстат, 2018.
11. ↑  Численность населения Российской Федерации по муниципальным образованиям на 1 января 2019 года
12. ↑  Численность населения Российской Федерации по муниципальным образованиям на 1 января 2020 года
13. 1 2 3  Итоги Всероссийской переписи населения 2020 года (по состоянию на 1 октября 2021 года)
14. ↑  Численность постоянного населения Российской Федерации по муниципальным образованиям на 1 января 2023 года (с учётом итогов Всероссийской п — Росстат, 2023.
15. ↑  Численность постоянного населения Российской Федерации по муниципальным образованиям на 1 января 2024 года — Росстат, 2024.
16. ↑  Итоги Всероссийской переписи населения 2020 года. Том 5. Национальный состав и владение языками. Таблица 1. Национальный состав населения Кабардино-Балкарской Республики, городских округов и муниципальных районов. Дата обращения: 9 октября 2023. Архивировано 16 октября 2023 года.
17. ↑  указаны как кабардинцы
18. ↑  указаны как черкесы